# Notino
Notino, s.r.o. — чешский розничный интернет-магазин парфюмерии и косметики, работающий по всей Европе. Основан в 2004 году.

## История
История Notino берёт своё начало в 2004 году, когда в Брно был основан интернет-магазин parfums.cz. К 2006 году Notino начал свою деятельность сначала в Словакии, а затем — в Польше. В том же году оператором стала компания Internet Shop, s.r.o. В 2007 году Notino начал свою деятельность в Германии и Австрии с помощью интернет-магазина iparfumerie. С 2010 года в магазинах Notino также продаётся косметика. В 2014 году Notino уже имел оборот в 2,5 миллиарда крон. В Райграде был открыт новый магазин. Из-за высоких скидок и быстрого роста в Германии Notino подозревали в продаже товаров с серого рынка.
В 2014 году интернет-магазин расширился в США под названием BeautySpin как первый чешский интернет-магазин, для которого был создан логистический центр в Эдисоне (Нью-Джерси).
В 2015 году объём продаж Notino составил 4,5 миллиарда крон, а к маю 2016 года Notino начал свою деятельность в 14 европейских странах и США под разными названиями. От этой практики отказались в октябре того же года, и было введено единое название Notino, первоначально в Словакии и Чешской Республике. 1 апреля 2017 года название магазина также было скорректировано. Последний раз ребрендинг Notino был проведён в мае 2019 года в Польше.
Также в апреле 2017 года компания Notino купила три четверти акций штутгартской парфюмерной компании Mußler Beauty с её филиалами. Прежний владелец перешёл в управление Notino. В то время Notino управляла в общей сложности 17 собственными магазинами. Компания Mußler Beauty должна была стать самостоятельным, более ценным подразделением в группе, но компания Notino уже продала магазины Mußler в 2019 году и ушла из традиционной розничной торговли в Германии к 2020 году.
В ноябре 2017 года была открыта первая парфюмерная лавка Notino в Польше, где до этого было всего две точки самовывоза. В апреле 2019 года был открыт первый филиал Notino в Дунайском центре в Вене.

## Локации
Штаб-квартира Notino находится в Брно. Notino управляет двумя распределительными центрами: одним в Райграде, а другим — открытым в 2020 году — в Бухаресте, для рынка Юго-Восточной Европы.
Notino активно работает в онлайн-ритейле (по состоянию на 2021 год) в 28 странах Европы. Компания также управляет 26 магазинами, в основном, в крупных городах Восточной Европы, десять из которых находятся в Польше, а семь — в Чешской Республике. Всего насчитывается 1700 сотрудников.